# Alejandro Galán
Alejandro Galán Pozo (Calamonte, 12 settembre 1999) è un cestista spagnolo.